# كلينت جونز
كلينت جونز (بالإنجليزية: Clint Jones)‏ هو متزلج قفز أمريكي، ولد في 5 أكتوبر 1984 في مونرو في الولايات المتحدة.

## وصلات خارجية
- كلينت جونز على موقع الاتحاد الدولي للتزلج (القفز التزلجي) (الإنجليزية)
- كلينت جونز على موقع أوليمبيديا (الإنجليزية)